# Södra Björntjärnen (Ekshärads socken, Värmland)
Södra Björntjärnen är en sjö i Hagfors kommun i Värmland och ingår i Göta älvs huvudavrinningsområde. Sjön har en area på 0,0558 kvadratkilometer och ligger 307,7 meter över havet.

## Delavrinningsområde
Södra Björntjärnen ingår i det delavrinningsområde (666141-138041) som SMHI kallar för Utloppet av Värmullen. Medelhöjden är 201 meter över havet och ytan är 28,54 kvadratkilometer. Räknas de 101 avrinningsområdena uppströms in blir den ackumulerade arean 1 284,76 kvadratkilometer. Årosälven (Uvan) som avvattnar avrinningsområdet har biflödesordning 2, vilket innebär att vattnet flödar genom totalt 2 vattendrag innan det når havet efter 346 kilometer. Avrinningsområdet består mestadels av skog (71 procent). Avrinningsområdet har 1,54 kvadratkilometer vattenytor vilket ger det en sjöprocent på 5,4 procent. Bebyggelsen i området täcker en yta av 2,33 kvadratkilometer eller 8 procent av avrinningsområdet.